# 松山高吉

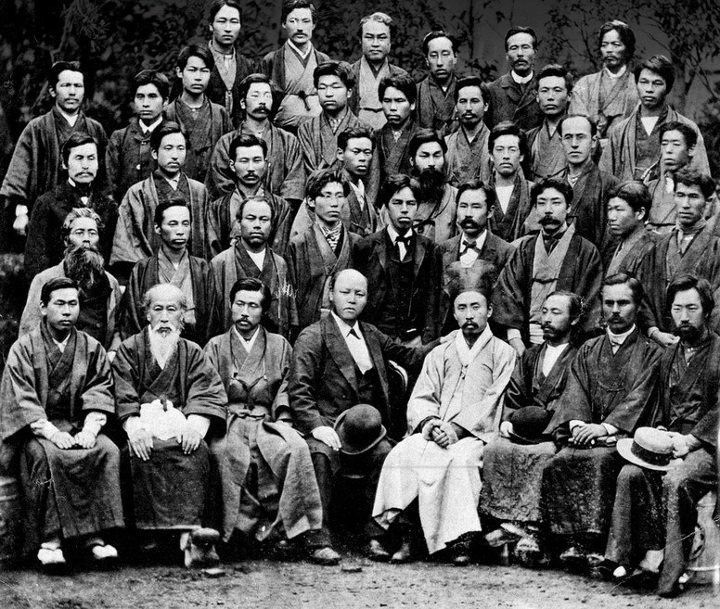
第三回全国基督信徒大親睦会（1883年、前列左から3人目が松山高吉）

松山 高吉（まつやま たかよし、弘化3年12月10日（1847年1月26日） - 昭和10年（1935年）1月4日）は、日本の国学者、牧師。文語訳聖書の翻訳に関わった。日本における賛美歌事業の草分けである。

## 生涯
1846年（弘化3年）に越後国糸魚川で生まれ、国学者平田鐵胤に学ぶ。京都の白川家学館で国史律令を、江戸の黒川真頼の下で国文学を修めた。1872年（明治5年）、キリスト教排斥を志し、その実態を探るために神戸のアメリカンボード宣教師D.C.グリーンの日本語教師となったが、回心して1874年（明治7年）に洗礼を受けた。このとき受洗した松山ら11名は摂津第一基督教会（のちの神戸教会）を設立した。
組合教会系の信徒としては最も早くから新島譲と親交があり、新島がアメリカから帰国した際に「譲」は「ゆずる」と誤読される恐れがあるとして「襄」と改めるように忠告したといわれている。
1883年（明治16年）には上京して東京新栄教会で行われた第三回全国基督教信徒大親睦会の幹部として活動した。
その後、奥野昌綱らと共に、新約聖書と旧約聖書の翻訳と、『新撰讃美歌』『古今聖歌集』の編集を行った。自ら讃美歌の作詞も行い、「めぐみのかみ」讃美歌59番を作詞した。この讃美歌は内村鑑三の愛唱歌になった。
1890年（明治23年）1月27日に同志社礼拝堂前で行われた新島襄の葬儀で司会を務めた。
神戸女学院、同志社諸学校、平安女学院で教師を務め、さらに神戸教会の牧師、日本基督伝道会社社長、同志社社長代理などを歴任した。
1896年（明治29年）平安女学院の教師となった際に聖公会に転向した（翌年堅信礼を受けた）が、同志社との関わりは生涯にわたって続いた。墓は京都市左京区の同志社墓地にある。

## 著書
- 『家の教へ』（江藤書店、1886年)
- 『きやうと：名所と美術の案内』 上巻・下巻（1895年)
- 『京都名所と美術の案内』 上巻・下巻（1895年)